# Miss Supranational 2011
Miss Supranational 2011 – trzecia gala Miss Supranational, która odbyła się 26 sierpnia 2011 w Amfiteatrze w Płocku. W konkursie wzięła udział rekordowa liczba 70 uczestniczek z różnych państw świata. Galę finałową poprowadzili: Izabella Miko i Marcin Cejrowski. Po dwóch latach transmisji Gali Miss Supranational w Polsce przez telewizję TV4, w tamtym roku relację pokazała telewizja Polsat. W części artystycznej wystąpili: Conrado Yanez, Rotten Bark, Andrzej Cierniewski, Blenders oraz Miss Egiptu – Jamilla Idirs. Podczas gali uczestniczki konkursu odśpiewały razem piosenkę "Africa", nawiązując tym samym do przesłania edycji, czyli pomocy głodującej ludności Afryki.
Nagrodą dla najpiękniejszej było 25 tysięcy dolarów. Konkurs wygrała Miss Polski – Monika Lewczuk.

Państwa i terytoria zależne uczestniczące w Miss Supranational 2011

## Rezultat finałowy
| Rezultat                | Miss |
| ----------------------- | --- |
| Miss Supranational 2011 | - Polska – Monika Lewczuk |
| 1. wicemiss             | - Białoruś – Liudmila Yakimovich |
| 2. wicemiss             | - Portoryko – Valery Vélez Cuevas |
| 3. wicemiss             | - Wietnam – Daniela Nguyenová |
| 4. wicemiss             | - Stany Zjednoczone – Krystelle Khoury |
| Top 20                  | - Brazylia – Suymara Barreto Parreira - Czechy – Aneta Grabcová - Dominikana – Sofinel Baez Santos - Francja – Analisa Kebaili - Indie – Michelle Almeida - Islandia – Gudrun Runarsdottir - Kolumbia – Tania Zuluaga Candamil - Liban – Daniella Rahme - Łotwa – Eva Caune - Panama – Lidia Elena McNulty Espino - Polinezja Francuska – Mihilani Teixeira - Słowenia – Suzana Matic - Ukraina – Natalia Sitnikova - Węgry – Agnes Konkoly - Południowa Afryka – Dhesha Jeram |

## Kontynentalne Królowe Piękności
| Kontynent                     | Uczestniczka                       |
| ----------------------------- | ---------------------------------- |
| Afryka                        | - Południowa Afryka – Dhesha Jeram |
| Ameryka Północna i Południowa | - Dominikana – Sofinel Baez Santos |
| Azja i Oceania                | - Indie – Michelle Almeida         |
| Europa                        | - Francja – Analisa Kebaili        |

## Nagrody specjalne
| Nagroda                  | Zwyciężczyni                              |
| ------------------------ | ----------------------------------------- |
| Miss Elegancji           | - Dominikana – Sofinel Baez Santos        |
| Miss Fotogeniczności     | - Ukraina – Natalia Sitnikova             |
| Miss Internetu           | - Indie – Michelle Almeida                |
| Miss Koleżeńskości       | - Hongkong – Elaine Elena Ng              |
| Miss Osobowości          | - Polinezja Francuska – Mihilani Teixeira |
| Miss Talentu             | - Bahamy – Sharie Delva                   |
| Miss Top Model           | - Słowenia – Suzana Matic                 |
| Najlepsze Ciało          | - Szwecja – Sara Weidenblad               |
| Najlepszy Strój Narodowy | - Brazylia – Sumayra Barreto Perreira     |

## Jurorzy
- Karina Pinilla Corro – Miss Supranational 2010
- Alicja Węgorzewska – śpiewaczka operowa
- Hana Verná – 1. wicemiss Miss Supranational 2010
- Ada Fijał – aktorka, piosenkarka
- Piotr Walczak – prezes zarządu Lactalis Polska
- Marek Nowotny – prezes spółki Image
- Sławomir Stopczyk – dyrektor artystyczny
- Marek Wieczorek – właściciel salonów fryzjerskich Akademia Wizerunku
- Carsten Mohr – prezydent World Beauty Association S.A.
- Edward Hajdrych – dyrektor handlowy Gosh Proffesional
- Robert Czepiel – dyrektor generalny w firmie Jubiler Schubert
- Leszek Stanek – aktor, tancerz
- Gerhard Parzutka von Lipiński – prezes zarządu Nowa Scena, prezydent wykonawczy konkursu Miss Supranational

## Lista uczestniczek
70 kandydatek konkursu piękności Miss Suprantional 2011
| Państwo                              | Uczestniczka                  | Wiek | Wzrost (cm) | Miejscowość   |
| ------------------------------------ | ----------------------------- | ---- | ----------- | ------------- |
| Albania                              | Megi Duro                     | 18   | 172         | Tirana        |
| Anglia                               | Emily O’Brien                 | 21   | 170         | Bristol       |
| Bahamy                               | Sharie Delva                  | 23   | 181         | Freeport      |
| Belgia                               | Sanne Laenen                  | 18   | 180         | Geel          |
| Białoruś                             | Liudmila Yakimovich           | 24   | 173         | Grodno        |
| Boliwia                              | Beatriz Olmos                 | 23   | 173         | Cochabamba    |
| Bonaire                              | Ana Gisel Maciel              | 18   | 168         | Kralendijk    |
| Brazylia                             | Suymara Barreto Parreira      | 26   | 178         | Anápolis      |
| Bułgaria                             | Elena Jordanowa Markowa       | 26   | 181         | Sofia         |
| Chorwacja                            | Lara Toplek                   | 20   | 177         | Belgrad       |
| Curaçao                              | Melissa van de Laar           | 19   | 178         | Willemstad    |
| Czechy                               | Aneta Grabcová                | 19   | 172         | Hodonín       |
| Dania                                | Monika Kristensen             | 20   | 170         | Kopenhaga     |
| Dominikana                           | Sofinel Baez Santos           | 21   | 180         | Nagua         |
| Egipt                                | Jamilla Idirs                 | 18   | 172         | Kair          |
| Ekwador                              | Leslie Anette Ayala Rodríguez | 23   | 180         | Guayaquil     |
| Estonia                              | Doris Daniel                  | 17   | 171         | Tallinn       |
| Etiopia                              | Aman Taye Lemma               | 22   | 180         | Addis Abeba   |
| Finlandia                            | Pia Orava                     | 18   | 175         | Helsinki      |
| Filipiny                             | Lourenz Grace Remetillo       | 23   | 175         | Iligan        |
| Francja                              | Analisa Kebaili               | 19   | 171         | Marsylia      |
| Grecja                               | Sofie Aronis                  | 20   | 175         | Ateny         |
| Gruzja                               | Nino Mikadze                  | 20   | 171         | Tbilisi       |
| Gwinea Równikowa                     | Nerre Priscila Barila Buale   | 19   | 169         | Malabo        |
| Honduras                             | Marla Escobar                 | 19   | 169         | La Ceiba      |
| Holandia                             | Roline Hund                   | 21   | 176         | Amsterdam     |
| Hongkong                             | Elaine Elena Ng               | 22   | 173         | Hongkong      |
| Indie                                | Michelle Almeida              | 22   | 179         | Bombaj        |
| Irlandia Północna                    | Joanna Alexis Spyrou          | 21   | 169         | Belfast       |
| Islandia                             | Gudrun Runarsdottir           | 20   | 183         | Reykjavík     |
| Izrael                               | Yael Markovich                | 21   | 168         | Hajfa         |
| Kanada                               | Ailey Komeychuk               | 19   | 178         | Toronto       |
| Kosowo                               | Edra Mjeshtri                 | 18   | 170         | Prisztina     |
| Kolumbia                             | Tania Zuluaga Candamil        | 21   | 180         | Pereira       |
| Liban                                | Daniella Rahme                | 20   | 170         | Bejrut        |
| Litwa                                | Deimante Bubelyte             | 21   | 174         | Kowno         |
| Łotwa                                | Eva Caune                     | 23   | 172         | Ryga          |
| Macedonia Północna                   | Kristina Kochova              | 21   | 177         | Skopje        |
| Mołdawia                             | Tamara Curca                  | 19   | 174         | Kiszyniów     |
| Namibia                              | Susanna Maria Van Zyl         | 25   | 180         | Windhuk       |
| Nigeria                              | Belema Julius Afiesimama      | 23   | 176         | Abudża        |
| Nowa Zelandia                        | Katrina Turner                | 21   | 176         | Auckland      |
| Panama                               | Lidia Elena McNulty Espino    | 21   | 172         | Los Santos    |
| Peru                                 | Jessica Shialer Tejada        | 22   | 178         | Cangallo      |
| Polinezja Francuska                  | Teixeira Mihilani             | 20   | 173         | Papeete       |
| Polska                               | Monika Lewczuk                | 23   | 177         | Płock         |
| Portoryko                            | Valery Vélez Cuevas           | 20   | 180         | Cataño        |
| Portugalia                           | Tania Filipa Rodrigues Costa  | 22   | 173         | Lizbona       |
| Południowa Afryka                    | Dhesha Jeram                  | 23   | 175         | Kapsztad      |
| Rosja                                | Ekaterina Rupasova            | 20   | 177         | Kirov         |
| Rumunia                              | Denisia Parlea                | 21   | 180         | Târgu Mureș   |
| Rwanda                               | Yvonne Uwamahoro              | 26   | 168         | Kigali        |
| Salwador                             | Mónica Hernández              | 19   | 174         | San Salvador  |
| Serbia                               | Kristina Markovic             | 21   | 177         | Belgrad       |
| Singapur                             | Anusha Rajaseharan            | 22   | 170         | Singapur      |
| Słowacja                             | Michaela Gašparovičová        | 19   | 180         | Bratysława    |
| Słowenia                             | Suzana Matic                  | 19   | 176         | Domžale       |
| Stany Zjednoczone                    | Krystelle Khoury              | 19   | 177         | Los Angeles   |
| Surinam                              | Sharifa Henar                 | 26   | 177         | Paramaribo    |
| Szwecja                              | Sara Weidenblad               | 23   | 174         | Sztokholm     |
| Tajlandia                            | Panika Vorraboonsiri          | 24   | 181         | Bangkok       |
| Togo                                 | Rosalina Nadine Christiansen  | 18   | 173         | Lomé          |
| Turcja                               | Hilal Uzun                    | 18   | 183         | Ankara        |
| Ukraina                              | Nataly Sitnikova              | 22   | 173         | Kijów         |
| Walia                                | Rachelle Peréz                | 22   | 177         | Cardiff       |
| Wenezuela                            | Andrea Destongue              | 24   | 175         | Barquisimeto  |
| Węgry                                | Agnes Konkoly                 | 24   | 172         | Budapeszt     |
| Wietnam                              | Daniela Nguyenová             | 22   | 170         | Hanoi         |
| Wyspy Dziewicze Stanów Zjednoczonych | Carolyn Whitney Carter        | 21   | 177         | Christiansted |
| Zimbabwe                             | Hildah Mabu                   | 19   | 180         | Harare        |